# 아쿠아플라넷

제주 아쿠아플라넷 입구

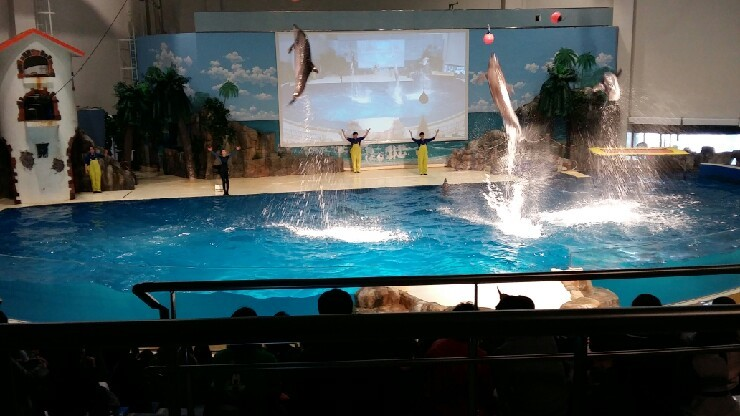
제주 아쿠아플라넷의 돌고래쇼

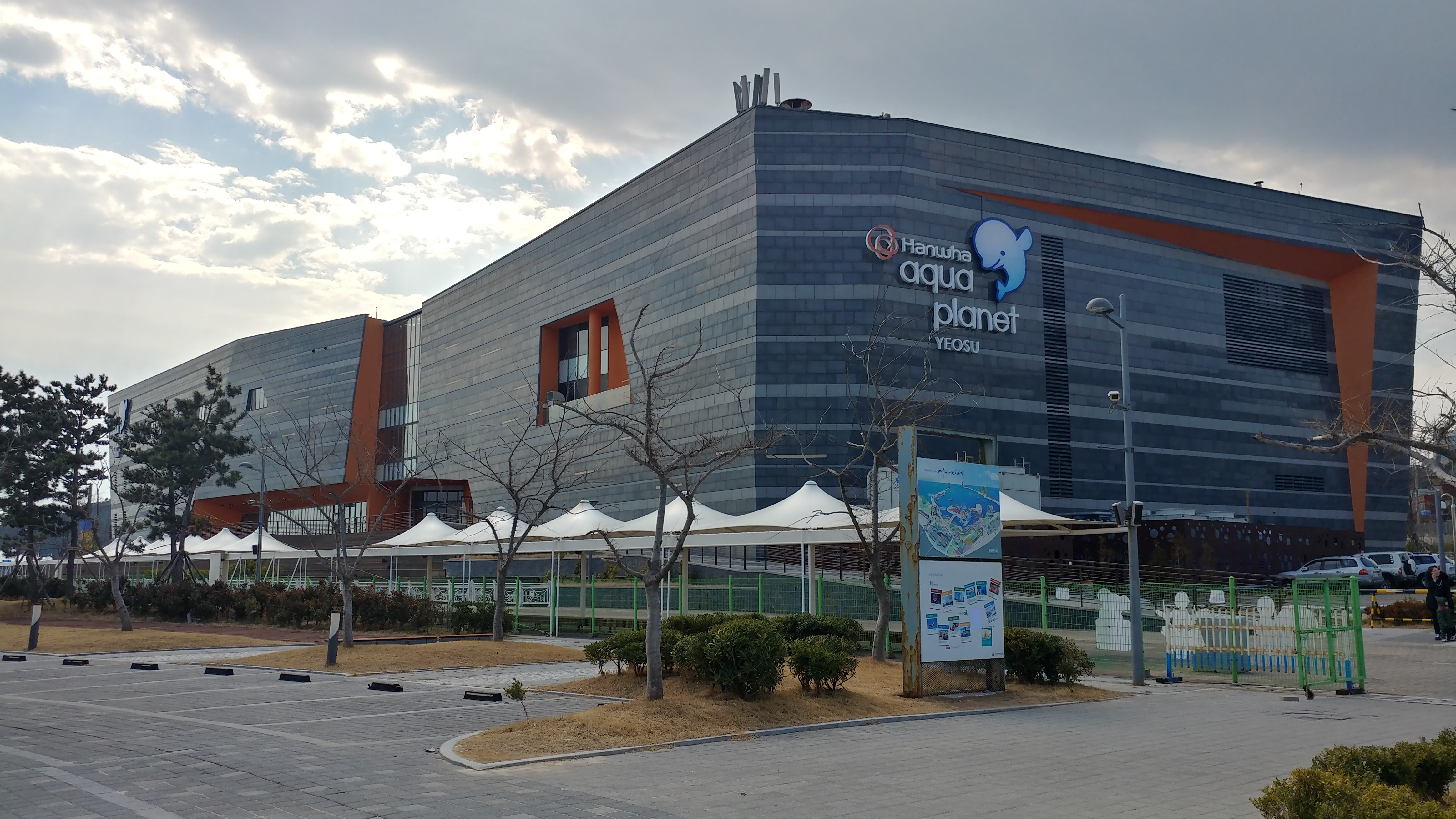
여수 한화 아쿠아플라넷

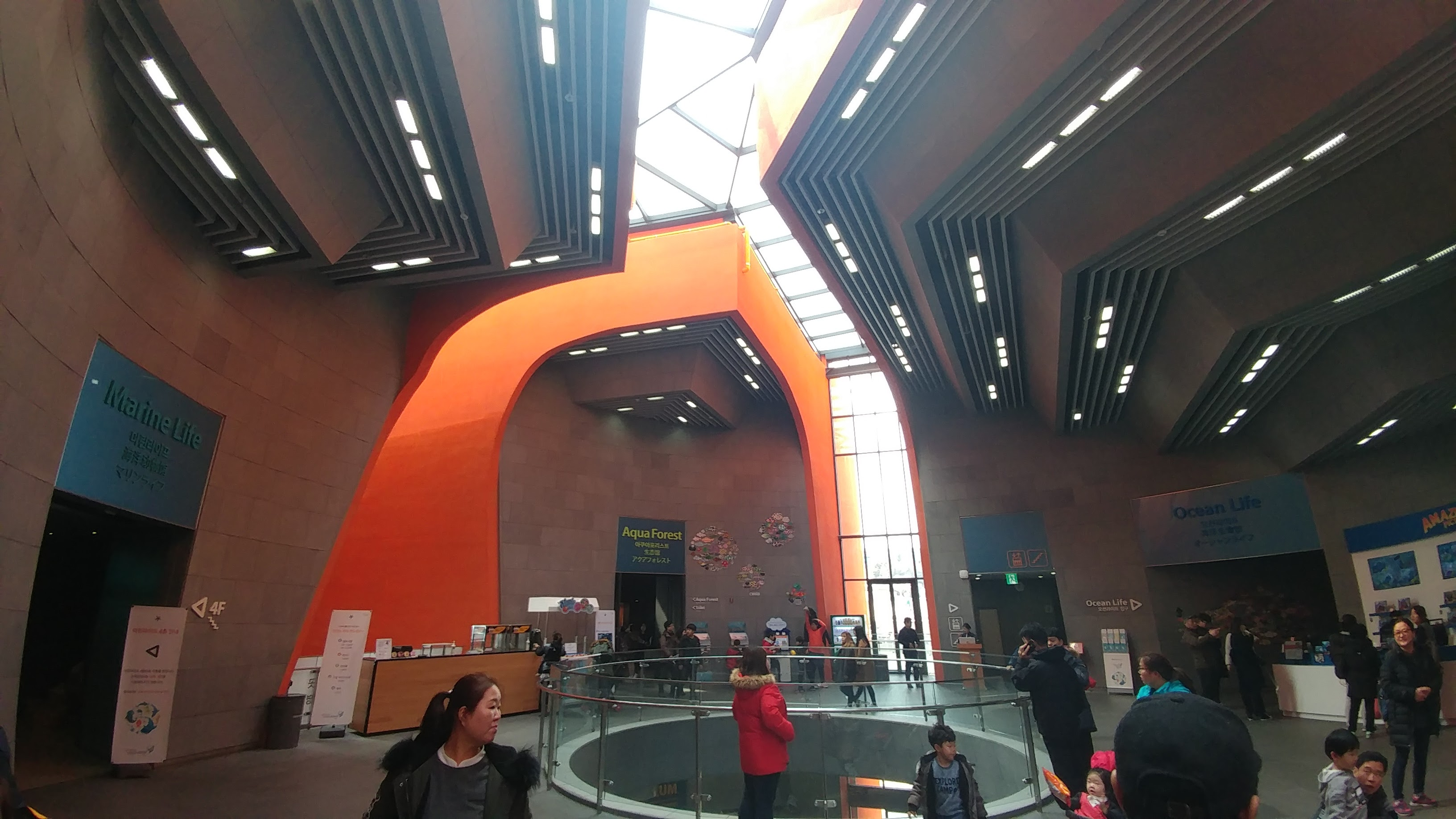
여수 아쿠아플라넷 내부 홀

아쿠아플라넷(영어: aqua planet)은 대한민국의 레저 기업이자 아쿠아리움 브랜드이다. 한화호텔앤드리조트의 사업 전문성과 경쟁력 확보 및 경영 효율화 일환으로 한화넥스트, 더테이스터블과 함께 물적분할되었다.

## 지점

### 현재 운영 중인 지점
- 한화 아쿠아플라넷 제주 (제주특별자치도 서귀포시 성산읍 섭지코지로 95)
- 한화 아쿠아플라넷 여수 (전라남도 여수시 오동도로 61-11)
- 한화 아쿠아플라넷 일산 (경기도 고양시 일산서구 한류월드로 282)
- 한화 아쿠아플라넷 광교 (경기도 수원시 영통구 광교호수공원로 300 포레나 광교 B1F)

### 과거 지점
- 한화 아쿠아플라넷 63 (서울특별시 영등포구 63로 50 63빌딩 내)